# 一人息子
《一人息子》，又譯《獨生子》，日本名導演小津安二郎於1936年所拍攝的電影。

## 劇情
故事敘述守寡的母親為了培養獨生子從信州的鄉下前往東京念中學，賣掉了祖傳的土地及房屋，前往絲織廠當女工用，以貼補獨生子在外地求學所需要的學費和生活費，並寄住在工廠提供的廉價宿舍，但沒有讓兒子知道。
13年後，兒子已28歲，該是成家立業的年紀了，因而她前往東京探望獨生子，並期望獨生子應該擁有一份令人艷羨的工作。但是到東京後發現獨生子只是一位貧窮的夜校老師，薪水微薄，住居簡陋房屋，而且已結婚生子，而她卻都不知道。拜訪兒子小學時老師，發現曾懷有胸懷大志的老師為生活壓力所逼而改賣「吉列豬排」……。
兒子為了讓母親高興，向同事預借現金希望給予母親難忘的回憶。甚至後來妻子也把唯一的和服賣掉，要讓先生可以帶母親出遊，結果卻因隔壁鄰居小孩遭逢意外，而贈與鄰居作為醫療補助金。母親很欣慰的知道這個她以一生勞苦栽培出來的兒子，雖貧困卻和她一樣還保有善良的心。
夜間母親難以成眠，兒子坦白向母親訴說其無動力再向上奮鬥，顯現失志消極。母親卻極力反對其子消極態度，並鼓勵他應該繼續奮鬥下去。母親回到信州工廠後不禁暗中掉淚；而兒子也決定重新奮發，向更高一層教師檢定前進。

## 演員
- 大久保先生：昱智眾飾演
- 母親野野：飯田蝶子飾演
- 兒子野野宮良助：日守新一飾演
- 良助妻衫子：坪內美子飾演